# 横山太一のピカイチ☆ブランチ!!
『横山太一のピカイチ☆ブランチ!』（よこやまたいちのピカイチ☆ブランチ!）は、朝日放送ラジオ（ABCラジオ）で2020年10月9日から2022年9月23日まで放送された生ワイド番組である。朝日放送テレビアナウンサー・横山太一の冠番組で、略称は『ピカブラ』。

## 概要
これまで放送されてきた『喜多・西森のゆかいな金曜日!』の放送枠を引き継ぎ、新しい金曜日の午前中の生ワイド番組として再出発。
この番組では、2020年10月改編をもって終了した朝日放送テレビの平日朝の情報番組『おはようコールABC』のメインキャスターを務めていた朝日放送テレビアナウンサーの横山太一が、クワバタオハラの小原正子とともに、子育て世代をターゲットに様々な企画や情報を届けるもの。
この番組について、横山は2020年9月16日に行われた朝日放送ラジオの10月改編発表会見で「等身大で、ありのまま飾らずに放送していきたい。20、30年続くような長寿番組を目指したい」と抱負を述べた。
なお、横山は2022年4月4日（月曜日）から『news おかえり』（朝日放送テレビが平日の夕方に関西ローカルで放送する報道・情報番組）のメインキャスターに就任。金曜日には同月以降も本番前に当番組でパーソナリティを務めてきたが、同年9月23日（秋分の日）で当番組は終了となった。

## 放送時間
- 毎週金曜日 9:00 - 12:00
  - 毎年8月の全国高等学校野球選手権大会開催期間中は、試合開催の有無にかかわらず放送を休止。
    - 2021年の第103回全国高等学校野球選手権大会では、横山がスポーツアナウンサーとして、テレビ・ラジオ中継の実況やインタビューを担当していた。また、8月18日（火曜日）には中継を予定していた3試合（1回戦1試合・2回戦2試合）が雨天で全て中止されたため、朝日放送ラジオでは『横山太一のピカイチ☆ブランチ!!増刊号』を9:00 - 12:00に急遽生放送。当番組へ月に1回のペースで出演しているベビーヴァギー（大阪を拠点に活動するドラァグクイーン）が、横山とのコンビでパーソナリティを務めた。
    - 2022年の第104回全国高等学校野球選手権大会では、準々決勝前日から決勝前日までの期間に休養日を延べ3日設けていて、8月19日（金曜日）が2度目の休養日に当たっていた。実際には大会が当初の予定どおり準々決勝（8月18日）まで消化されたことによって、翌19日の午前中に試合が発生する可能性が消滅したことから、当番組を通常編成で生放送。ただし、横山・小原とも夏季休暇に入っていたため、横山の同僚（朝日放送テレビのアナウンサー）から芦沢誠（2022年度内に定年を迎える予定）と福戸あや（同年度に新卒で入社）が出演した。ちなみに、翌週（横山・小原とも出演を再開した同月26日放送分）の告知を兼ねて本番後に収録されたラジオCMでは、福戸が単独でナレーションを任されていた。

## パーソナリティ
- 横山太一（朝日放送テレビアナウンサー）
  - 当番組のパーソナリティと並行しながら『ジョッキー・ルーム』（朝日放送ラジオの競馬情報・予想番組）のナビゲーターも務めているため、春秋の競馬シーズン中で放送の2日後（日曜日）にG1レースを控えている金曜日には、当番組の本番前に『おはようパーソナリティ道上洋三です』（前枠で放送されている生ワイド番組で通称『おはパソ』）7時台後半の「スポーツの話題」でG1レースの予想を披露。先輩アナウンサーでもある道上洋三が脳梗塞の発症（2021年9月11日）に伴う入院加療へ専念していることを受けて、同月28日以降の週には、当番組への出演を続けながら火 - 木曜日（2021年の12月以降は2022年3月までの水・木曜日）に『おはパソ』でパーソナリティ代理を務めていた。
    - 2021年の12月上旬には、家庭の事情で2日・9日（いずれも木曜日）・8日（水曜日）の『おはパソ』と3日の当番組を休演。当番組では、横山に代わって先輩アナウンサーの武田和歌子がパーソナリティを務めた。ちなみに、3日の『おはパソ』では、スポーツアナウンサーの先輩で武田の夫でもある小縣裕介が当初からパーソナリティ代理を任されていた。
- 小原正子（クワバタオハラ）
  - 2021年4月9日放送分では、あらかじめ休演することを申し入れていたため、『おはようコールABC』や『なるみ・岡村の過ぎるTV』で横山と共演している後輩アナウンサーの斎藤真美が代演。
  - 2022年最初の放送（1月7日）では、くわばたりえ（クワバタオハラにおける相方）をゲストに迎えた。